# Bovenwijde
Het Bovenwijde (meestal uitgesproken als Bovenwiede) is een meer ten oosten van Giethoorn in de Nederlandse provincie Overijssel. Het is ontstaan doordat bij vervening de trekgaten te breed zijn gemaakt en de tussenliggende legakkers te smal zijn gelaten. Bij zware storm zoals in 1775 en bij de stormvloed van 1825, sloeg het water die stroken land weg en werd het Bovenwijde steeds groter. Het meer is ongeveer twee kilometer lang en een kilometer breed. De diepte is circa een meter, met uitzondering van het uiterste zuiden waar door zandwinning de bodem veel dieper ligt. Waterschap Drents Overijsselse Delta is verantwoordelijk voor het beheer.
De bodem bestaat in het algemeen uit zand, waardoor er goed met punters, vlotten en bokken over het water geboomd kon worden.

## Ligging
Aan de westoever ligt het dorp Giethoorn. Vanouds lag er een zone van enkele honderden meters breed weiland tussen dorp en meer. Deze is gedeeltelijk door recreatiebedrijven in gebruik genomen als camping. Een opvallend gebouw aan de westoever is 'Smit's Paviljoen' dat vooruitgeschoven in het meer ligt. Aanvankelijk was het slechts per boot bereikbaar, maar vanwege de toegankelijkheid is er een oeververbinding aangelegd.
Aan de oostzijde liggen voornamelijk gebieden  van Natuurmonumenten, ze horen bij  'beheerseenheid De Wieden' dat deel uitmaakt van Nationaal Park Weerribben-Wieden. Ook de eendenkooi met twee kooiplassen, die de naam 'De grote kooi' draagt en dicht bij de oostoever ligt, behoort daar toe.'

## Gebruik
In het Bovenwijde liggen twee kunstmatige eilandjes. Het meer noordelijke eiland is opgespoten ten bate van de recreatie. Het zuidelijke is in 1918 aangelegd op initiatief van Tjeerd Hylkema met behulp van kraggen voor de bouw van het 'Kraggehuis', een groepsverblijf voor jongeren. Het huis was aanvankelijk van hout, maar het is na een aantal decennia vervangen door een groter stenen gebouw. Het wordt nog steeds verhuurd als groepsaccommodatie. Hetzelfde geldt voor Samen Eén, een groepshuis dat in 1932 ook op initiatief van Hylkema gebouwd werd op de oostoever ter hoogte van het het Kraggehuis.
Het meer wordt intensief gebruikt voor watersport en vormt een belangrijk onderdeel van het recreatieve aanbod van Giethoorn. Het een noodzakelijke vaarroute om van noord naar zuid te kunnen varen in verband met de verplichte vaarrichting op de Dorpsgracht in Giethoorn.
Het Bovenwijde speelde en speelt een rol in het sociale leven van Giethoorn, er worden bijvoorbeeld zeilwedstrijden gehouden. In het verleden gaf de Gieterse zangvereniging regelmatig een uitvoering op het meer onder de naam "Zingen op 't Wiede", waarbij zowel uitvoerenden als publiek vanuit boten het evenement beleefden. In de zomer ligt er een podium voor muziekfestivals bij Smits Paviljoen in het Bovenwijde.

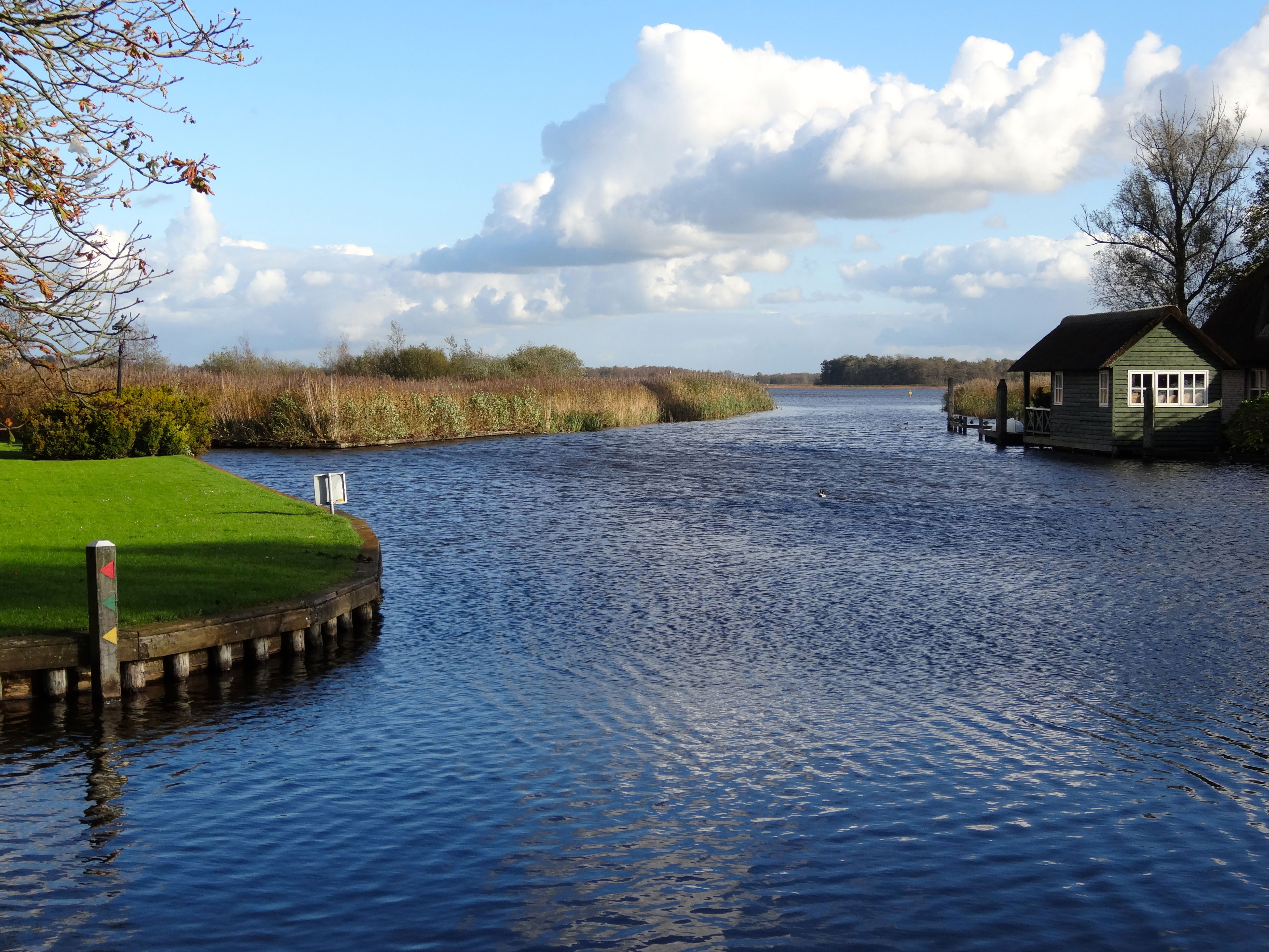
Zicht op de Bovenwijde vanaf de Kerkweg in Giethoorn